# Казаков, Илья Сергеевич
Илья Сергеевич Казаков (13 мая 1978; Киров, Кировская область, СССР) — российский футболист, играл на позиции вратаря.

## Биография
Воспитанник кировского футбола. С 1996 по 1999 годы играл за «Спартак-Телеком». В 1999 году перешёл в раменский «Сатурн», за который в высшем дивизионе дебютировал 23 июня того же года в выездном матче 12-го тура против ЦСКА (0:1) выйдя на замену после перерыва вместо неудачно игравшего Валерия Чижова. В 2000 году играл за вторую команду «Сатурна» во втором дивизионе. В 2002 году выступал за любительский клуб «Шатура». Завершил профессиональную карьеру в 2003 году в брестском «Динамо», за который провёл 3 матча, пропустил 7 мячей.